# In Hiding
«In Hiding» (en castellano: «Escondido») es una canción incluida en el primer álbum del grupo inglés de rock progresivo Genesis, llamado From Genesis to Revelation, un álbum conceptual del año 1969.
La canción marca un punto en el álbum donde el concepto del mismo se derrumba: un ermitaño que puede pensar y amar independientemente y buscar la belleza. En el desarrollo cronológico del álbum, la canción podría representar al Renacimiento, ya que la línea del estribillo "Tengo una mente propia", parecería señalar el final de la Edad Media (maldenominada Época Oscura). 
La canción en sí misma es una pieza acústica con violines agregados y con un fuerte sentimiento de los '60. Antes de la grabación de este álbum, "In Hiding" era una pieza instrumental llamada "Patricia". Fue una de las tres canciones presentadas al productor Jonathan King en 1967 y que llevó al debut de la banda con el sello Decca.
Este demo puede ser encontrado en el álbum de colección Genesis Archive 1967-75. "In Hiding" también fue lanzada en junio de 1969 junto con la canción "Where The Sour Turns To Sweet" en el simple de este primer álbum y probablemente también fue interpretada en vivo.
- Datos: Q5914713